# Паста алла грича
Паста алла грича (італ. Pasta alla gricia) — це страва з макаронів, яка походить з Лаціо. Складається з пасти, пекоріно романо, чорного перцю та гуанчале.

## Історія
Згідно з найбільш імовірною гіпотезою, назва страви походить від романського слова "gricio". У папському Римі grici були продавцями звичайних продуктів і отримали таку назву через те, що багато з них походили з Вальтелліни, на той час володіння швейцарського кантону Ґрізоні. Pasta alla gricia тоді означатиме макарони, приготовані з простих інгредієнтів (гуанчіале, пекоріно романо та чорного перцю), доступних у місцевих gricio.
Інша теорія про походження цієї страви стверджує, що її придумали в селі Гришіано (італ. Grisciano), в регіоні Лаціо, поблизу Аматріче. Однак ця теорія малоймовірна як з огляду на розмір Гришіано, який трохи більше ніж група будинків, так і тому, що в цьому випадку прислівникове слово має бути alla grisciana. Слід зазначити, що в Аматріче ще в 1960-х роках соус аматричіана готували без помідорів, тому він збігався з gricia. З цієї причини gricia часто називають «аматрічіана б'янка».
Саме від пасти алла грича беруть свій початок такі найпопулярніші страви римської (і, ширше, італійської) кухні, як аматричана і карбонара.

## Інгредієнти
В якості макаронних виробів традиційно використовувалися короткі види, перш за все рігатоні. Зараз частіше вживається спагеті (наприклад, букатіні). Решта базових елементів страви — гуанчале (можлива заміна на панчетту); в деяких рецептах рекомендується додавати трохи свинячого топленого сала), твердий овечий сир Пекоріно Романо (в деяких рецептах козячий сир), а також чорний перець та сіль.

## Приготування
Спагеті варяться в солоній воді до стану Al dente. За цей час гуанчале нарізається на смужки (рідше — на кубики) і готується на сковороді з високими бортиками або в сотейнику до ступеня легкого обсмажування (жир при цьому в значній мірі розтоплюється). У сковороду додаються спагеті і (порціями) невелика кількість води, в якій вони варилися. Все постійно перемішується для створення емульсії, в процесі приготування додають чорний перець та натертий сир.
При подачі страва додатково посипається чорним перцем та сиром.